# Christian Pander
Christian Pander (sinh ngày 28 tháng 8 năm 1983 ở Münster) là một cầu thủ bóng đá người Đức hiện chơi cho Schalke 04. Anh thi đấu ở vị trí hậu vệ trái. Anh được biết tới với khả năng đá phạt bằng chân trái và khả năng đột phá bên hành lang trái.
Anh ghi bàn đầu tiên cho Đức vào ngày 22 tháng 8 năm 2007, một cú sút cực mạnh từ khoảng cách 25m vào lưới Anh. Trận đấu kết thúc với phần thắng 2-1 cho Đức.